# 西安州 (唐朝)
西安州，中国唐朝时设置的州。
唐高祖武德元年（618年），设立西安州，治所在安康县（今陕西省汉阴县西南）。下辖安康县、宁都县（今陕西省紫阳县焕古镇营盘梁村天池遗址）、广德县（今陕西省紫阳县广城乡）。武德二年（619年）西安州改为直州。唐太宗贞观元年（627年），废除直州宁都县、广德县，安康县改属金州。